# Gloster Grebe
Die Gloster Grebe war ein als Doppeldecker ausgelegtes britisches Jagdflugzeug des Herstellers Gloster Aircraft Company.
Das Flugzeug, benannt nach der Vogelfamilie der Taucher, war der erste nach dem Ersten Weltkrieg gebaute britische Jäger.

## Entwicklung
Im Jahre 1923 baute Gloster ein Versuchsflugzeug als Einzelstück mit der Bezeichnung Grouse, das auf dem Jagdschulflugzeug Gloster Sparrowhawk basierte. In dieser Maschine wollte Henry P. Folland, der Chefkonstrukteur von Gloster, die jeweiligen Vorteile eines Eindeckers mit denen eines Doppeldeckers vereinen.
Nach erfolgreichen Testflügen bestellte das britische Luftfahrtministerium zunächst drei auf der Grouse basierende Prototypen in der Auslegung als Jagdflugzeug. Die mit dem 350 PS (260 kW) leistenden Jaguar-III-Sternmotor von Armstrong Siddeley angetriebenen Maschinen erhielten zunächst die Bezeichnung „Nighthawk“ – vielleicht, weil dieses Flugzeug als konsequente Weiterentwicklung der von Folland konstruierten Nieuport Nighthawk, einem Jagdflugzeug von 1919, gesehen wurde.
Im Mai 1923 startete der erste der drei Prototypen – eine vierte Maschine baute Gloster für die eigene Verwendung als Vorführmaschine – zum Jungfernflug unter der Bezeichnung Grebe I. Die Leistungen der drei Maschinen während der Tests auf dem RAF-Fliegerhorst Martlesham Heath wurden als befriedigend angesehen und führten zu Bestellungen weiterer Maschinen, nunmehr als Grebe II bezeichnet und mit dem 405 PS (298 kW) leistenden Jaguar-IV-Motor ausgestattet.
Die Grebe ersetzte bei der RAF die Sopwith Snipe und war wie diese ein einsitziger und einmotoriger Doppeldecker, ausgeführt als stoffbespannte Holzkonstruktion. Der Rumpf bestand aus Eschenholmen und Fichtenbalken und war mit Sperrholz beplankt. Zwei synchronisierte 7,7-mm-Vickers-Maschinengewehre waren starr auf dem Rumpf montiert.

## Einsatzgeschichte
Die Grebe wurde von der RAF im Oktober 1923 in Dienst gestellt und war bei der Truppe sehr beliebt, da sie schneller als der Vorgänger Snipe und dabei äußerst wendig war.
Das anfangs aufgetretene Tragflächenflattern wurde später durch auf der oberen Fläche montierte Leitbleche abgestellt, problematischer war die Neigung der zu schweren und unzuverlässigen Jaguar-Triebwerke zu Motorbränden.
Einschließlich der vier Prototypen wurden insgesamt 133 Grebe gebaut, davon 108 Grebe-II-Einsitzer und 21 als Doppelsitzer ausgeführte Schulmaschinen.
Zwei Maschinen wurden mit speziellen Vorrichtungen auf der oberen Tragfläche für Versuche mit dem britischen Luftschiff R33 versehen. Die unter dem Luftschiff aufgehängten Grebe führten dabei einige erfolgreiche „Abwürfe“ mit anschließender Landung auf einem Flugplatz durch. Da man jedoch für die weitere Verwendung von Luftschiffen keine langfristige Perspektive sah, wurden die 1926 durchgeführten Versuche nicht weitergeführt.
Die britischen Streitkräfte führten mit einigen Maschinen ausgiebige Testprogramme durch, in deren Verlauf verschiedene Modifikationen an einzelnen Flugzeugen vorgenommen wurden. In einem dieser Programme konnte mit einer Maschine im Sturzflug eine Höchstgeschwindigkeit von 386 km/h erreicht werden; die Grebe II war das erste Jagdflugzeug der RAF, das diese Geschwindigkeit erreichte.
Die Einsatzzeit dieses Flugzeugmusters endete bei der RAF im Jahre 1929. Ersetzt wurde die Grebe durch die Gloster Gamecock, eine unmittelbare Weiterentwicklung der Grebe.
Ein Einzelstück wurde nach Neuseeland verschenkt. In der Folge erwarb die New Zealand Permanent Air Force, Vorläufer der Royal New Zealand Air Force, zwei weitere Maschinen, die dort ab März 1928 bis in das Jahr 1938 hinein flogen und endgültig in den Jahren 1943/1944 verschrottet wurden.

## Technische Daten

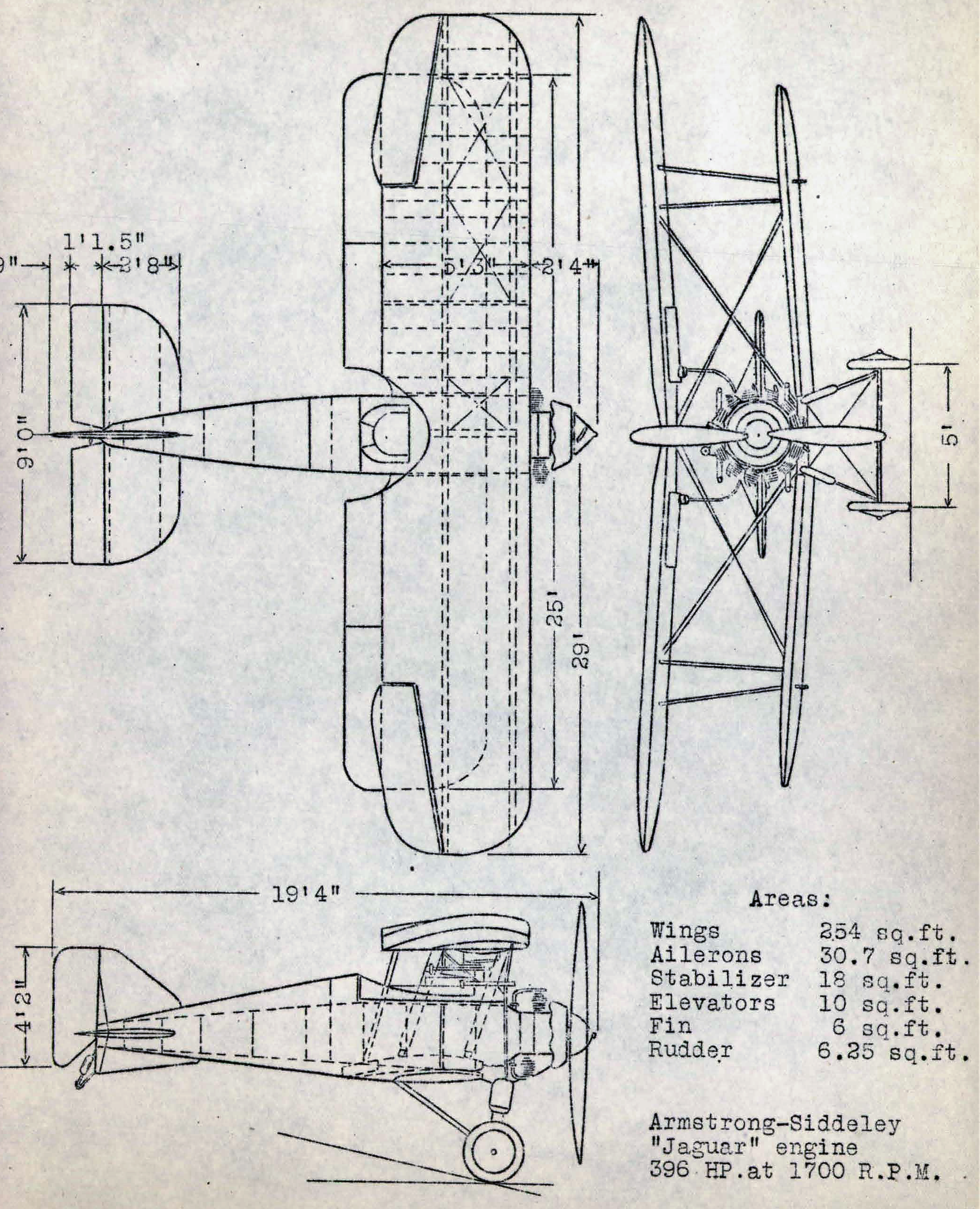
Dreiseitenriss Gloster Grebe

| Kenngröße             | Gloster Grebe Mk.II                                                                            |
| --------------------- | ---------------------------------------------------------------------------------------------- |
| Besatzung             | 1                                                                                              |
| Länge                 | 6,16 m                                                                                         |
| Spannweite            | 8,93 m                                                                                         |
| Höhe                  | 2,81 m                                                                                         |
| Flügelfläche          | 23,59 m²                                                                                       |
| Leermasse             | 769 kg                                                                                         |
| max. Startmasse       | 1151 kg                                                                                        |
| Höchstgeschwindigkeit | 261 km auf Meereshöhe 243 km/h in 1524 m (Mk. I)                                               |
| Steigleistung         | in 23 min auf 6095 m in 12,5 min auf 1524 m (Mk. I)                                            |
| Dienstgipfelhöhe      | 7162 m 7010 m (Mk. I)                                                                          |
| max. Flugdauer        | 3 h 2:45 h                                                                                     |
| Triebwerk             | ein 14-Zylinder-Sternmotor Armstrong Siddeley Jaguar IV mit einer Leistung von 298 kW (405 PS) |
| Bewaffnung            | zwei starr eingebaute vorwärtsfeuernde 7,7-mm-Vickers-Maschinengewehre                         |